# Liste de personnalités nées au Havre
Cet article propose des listes de personnes nées au Havre, d'abord classées selon leur date de naissance, puis selon leur profession. Ces listes ne sont pas complètes..

## Personnes nées au Havre, selon la date de naissance

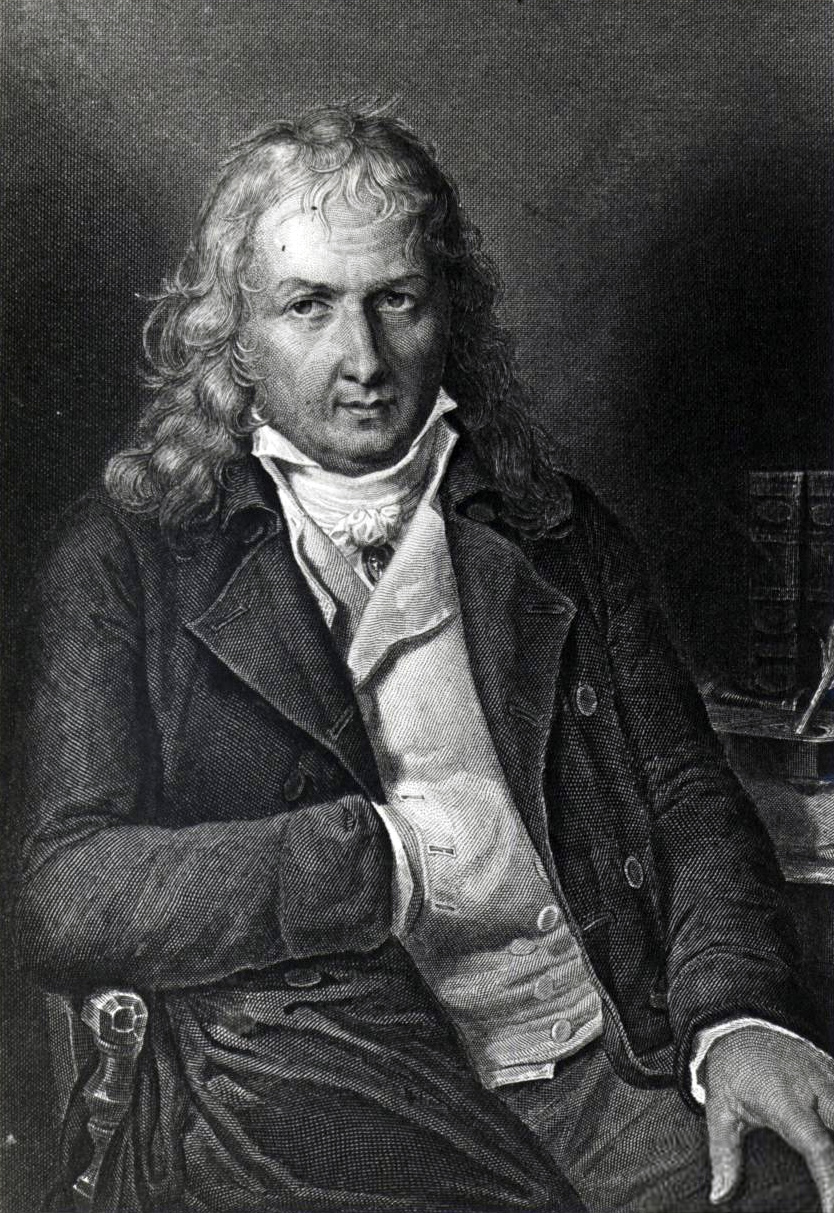
Bernardin de Saint-Pierre

### XVIIesiècle
- Georges de Scudéry (1601-1667), écrivain
- Madeleine de Scudéry (1607-1701), écrivaine
- Michel Dubocage de Bléville père (1676-1727), corsaire, grand navigateur, découvreur de Clipperton

### XVIIIesiècle
- Jean-Baptiste Après de Mannevillette (1707-1780), hydrographe
- Jacques-Henri Bernardin de Saint-Pierre (1737-1814), écrivain, intendant général du Jardin des Plantes, membre de l'Institut de France
- François Grégoire de Rumare (1747-1816), magistrat et homme politique
- Pierre-François Haumont, (1772-1866), sculpteur
- Jérôme-Balthasar Levée, (1769-1835), homme de lettres
- Charles-Alexandre Lesueur (1778-1846), naturaliste
- Casimir Delavigne (1793-1843), écrivain

### XIXesiècle
- Frédérick Lemaître (1800-1876), comédien emblématique du Boulevard du Crime
- Adolphe-Gustave Chouquet, (1819-1886), musicologue
- Alfred Touroude (1819-1875) dramaturge et poète
- Louise Thérèse de Montaignac (1820-1855), religieuse déclarée Bienheureuse en 1990.
- Jean-Baptiste Théodore Duval (1824-1897, évêque de Soissons
- Gabriel Monod (1844-1912), historien
- Louis Archinard (1850-1932), général
- Jules Tellier (1863-1889), écrivain
- Henri Woollett (1864-1936), compositeur
- Léon Meyer (1868-1948), homme politique
- Louis Bachelier (1870-1946), mathématicien
- Maurice Millière (1871-1946), peintre, affichiste
- Albert Dubosc (1874-1956), homme politique
- André Siegfried (1875-1959), sociologue, historien et géographe français
- Raoul Dufy (1877-1953), peintre et graveur
- André Caplet (1878-1925), compositeur et chef d'orchestre
- Maurice Lesieutre (1879-1975, sculpteur, chansonnier et poète d'expression normande
- Othon Friesz (1879-1949), peintre
- Jules Durand (1880-1926), syndicaliste
- Raimond Lecourt (1882-1946), peintre
- René Coty (1882-1962), homme politique, Président de la République de 1954 à 1959
- Jean Dufy (1888-1964), peintre
- Martial Gueroult (1891-1976), philosophe et historien
- Gabriel Guérin (1892-1941), as de l'aviation de la Première Guerre mondiale
- Arthur Honegger (1892-1955), compositeur
- Louis Siefridt (1893-1983), homme politique

### XXesiècle
- Jean Dubuffet (1901-1985), peintre, sculpteur, philosophe, pataphysicien, il est l'un des maîtres de l'Art brut
- Raymond Queneau (1903-1976), écrivain, membre de l'Académie Goncourt et du Collège de Pataphysique, cofondateur de l'Oulipo
- Albert Brenet (1903-2005), peintre de la Marine
- Commandant Vallin (Jean Duhail) (1905 - Viry, Jura 1944) : chef du maquis du Haut-Jura en 1943-1944 ; arrêté sur dénonciation à Saint-Claude (Jura), il fut torturé puis fusillé par les nazis. Sa tombe est à l'entrée du cimetière de Viry.
- Jean-Pierre Kérien (1912-1984), comédien français.
- Albert Palle (1916-2007), écrivain, journaliste
- André Duroméa (1917-2011), homme politique
- Michel Quoist (1921-1997), prêtre et écrivain
- Jean Bouise (1929-1989), acteur français
- Armand Frémont (1933-2019), géographe français
- Cardon (1936), dessinateur de presse
- Antoine Rufenacht (1939-2020), maire de la ville
- Patrick Demarchelier (1943), photographe
- Paul Vatine (1957-1999), navigateur disparu en mer
- Laurent Ruquier (1963), humoriste, animateur de télévision
- Guillaume Le Touze (1968), écrivain
- Jérôme Le Banner (1972), kickboxer international
- Anthony Dupray (1974), acteur
- Julien Faubert (1983), footballeur international
- Olivier Durand (1967 - ), guitariste et compositeur du Elliott Murphy
- Serge Pénard (1949), scénariste et réalisateur
- Luq Hamet (1963), comédien
- Jean Bouise (1929-1989), comédien français
- René Dottelonde, architecte français
- Dominique Paturel (1931-2022), comédien français.
- Ludovic LeMoan (1963), entrepreneur, co-créateur des start-ups Goojet et Sigfox

## Personnes nées au Havre, selon leur profession
à compléter

### Artistes
- Pierre-François Haumont, (1772-1866), sculpteur
- Raoul Dufy (1877-1953), peintre et graveur
- Jean Dufy (1888-1964), peintre
- Raimond Lecourt (1882-1946), peintre
- Marcel Parturier (1901-1976), dessinateur et artiste peintre
- Jean Dubuffet (1901-1985), peintre, sculpteur, philosophe, pataphysicien, il est l'un des maîtres de l'Art brut
- Albert Brenet (1903-2005), peintre de la Marine
- Pauline Fondevila (1972), dessinatrice

### Charbonniers
- Jules Durand (1880-1926), syndicaliste

### Comédiens
- Jean-Pierre Kérien (1912-1984), comédien français.
- Luq Hamet (1963), comédien français.
- Jean Bouise (1929-1989), comédien français.
- Jacqueline Danno (1931-2021), comédienne française
- Germaine Kerjean (1893-1975), comédienne française
- Jacqueline Plessis (1918-2019), comédienne française

### Écrivains
- Georges de Scudéry (1601-1667)
- Madeleine de Scudéry (1607-1701)
- Jacques-Henri Bernardin de Saint-Pierre (1737-1814)
- Jérôme-Balthasar Levée, (1769-1835)
- Casimir Delavigne (1793-1843)
- Alfred Touroude (1819-1875)
- Jules Tellier (1863-1889)
- Raymond Queneau (1903-1976)
- Albert Palle (1916-2007)
- Michel Quoist (1921-1997)
- Philippe Huet (1945- )
- Philippe Garnier (1949- )
- Marie-Aude Murail (1954- )
- Maylis de Kerangal (1967- )
- Guillaume Le Touze (1968- )

### Historiens
- Gabriel Monod (1844-1912)
- André Siegfried (1875-1959)
- Jean-Pierre Brancourt (1940-2019)

### Hommes politiques
- Léon Meyer (1868-1948), homme politique
- Albert Dubosc (1874-1956), homme politique
- René Coty (1882-1962), homme politique, Président de la République de 1954 à 1959
- Louis Siefridt (1893-1983), homme politique
- Antoine Rufenacht (1939-2020), maire du Havre (1995 à 2010), conseiller municipal du Havre 1973 à 2014

### Journalistes et dessinateurs de presse
- Albert Palle (1916-2007), écrivain, journaliste
- Cardon (1936), dessinateur de presse
- Laurent Ruquier (1963), humoriste, journaliste
- Catherine Pégard (1954), journaliste politique

### Musiciens et compositeurs
- Henri Woollett (1864-1936),
- André Caplet (1878-1925), compositeur et chef d'orchestre
- Arthur Honegger (1892-1955), compositeur
- Médine (1983-), Rappeur, parolier

### Scientifiques
- Jean-Baptiste Après de Mannevillette (1707-1780), hydrographe
- Charles-Alexandre Lesueur (1778-1846), naturaliste
- Louis Bachelier (1870-1946), mathématicien

### Sportifs
- Paul Vatine (1957-1999), navigateur disparu en mer
- Jérôme Le Banner (1972), kickboxer international
- Julien Faubert (1983), footballeur international
- Alimani Gori (1996), footballeur

## Personnes vivant ou ayant vécu au Havre
- Louis Victor Marziou, armateur
- Jules Lecesne (1818-mort au Havre le 2 février 1878), négociant et homme politique
- Eugène Boudin (1824-1898), peintre né à Honfleur
- Antoine Renard (1825-1872), ténor
- Octave Crémazie (1827-1879), poète québécois, mort au Havre
- Claude Monet (1840-1926), peintre né à Paris puis résidant au Havre à partir de l'âge de 5 ans
- Félix Faure (1841-1899), député puis Président de la République de 1895 à 1899
- Armand Salacrou (1899-1989), auteur dramatique
- Jean-Paul Sartre (1905-1980), écrivain né à Paris et ayant enseigné au Lycée du Havre (lycée François Ier) de 1936 à 1939. Il y écrit son premier roman, La Nausée
- Raymond Aron (1905-1983), sociologue, philosophe et journaliste français et ayant enseigné au Lycée du Havre (lycée François Ier)
- Emile Danoën (1920-1999), écrivaine, a grandi au Havre dans le quartier Saint-François qui lui a servi de décor pour Une maison soufflée aux vents, Prix du roman populiste en 1951
- Yoland Simon (1941), écrivain
- Philippe Huet écrivain (Quai de la colère, L'affaire Jules Durand)
- Jules Siegfried 1er adjoint puis Maire du Havre (1870-1873) et (1878-1886).
- J.B. de Almeida Garrett (1799-1854), homme politique et poète portugais. A vécu quelques mois au Havre où il aurait rédigé « Camoens », première œuvre romantique de la littérature portugaise.
- Josep Carner (1884-1970), poète catalan et traducteur de Dickens. A été vice-consul au Havre.
- Jorge Carrera Andrade (1903-1978), poète et homme politique équatorien. Il a été plusieurs années consul au Havre. Il y a écrit, entre autres, le poème "Les cloches du Havre de grâce".
- François Bertrand, (plus connu sous le nom de sergent Bertrand) (1823-1878), nécrophile très connu du XIXe siècle. Il a vécu les 22 dernières années de sa vie au Havre (d'après l'enquête très approfondie de son biographe Michel Dansel)
- Mary Wollstonecraft (1759-1797), femme de lettres anglaise, précurseure du féminisme, mère de Mary Shelley l'auteur de Frankenstein ou le Prométhée moderne. A vécu plusieurs mois au Havre où elle s'était réfugiée durant la Terreur et où elle a donné naissance à son premier enfant, Fanny.
- Christine Lagarde (1956-), avocate et ex-ministre française de l'Économie, des Finances et de l'Emploi, directrice du F.M.I.
- Guillaume Hoarau (1984-), footballeur international.
- Hugues Duboscq (1981-)
- Ian Mahinmi (1986-) Joueur professionnel de basket-ball et Champion NBA 2011
- Vincent Collet (1963-) Joueur professionnel de basket-ball et entraîneur de l'équipe de France de basket-ball
- Edouard Mendy (1992-) Joueur de football international sénégalais, vainqueur de la Ligue des Champions